# آپیلی
آپیلی (به فرانسوی: Appilly) یک کمون (فرانسه) در فرانسه است که در اوآز واقع شده‌است. آپیلی ۴٫۵۷ کیلومتر مربع مساحت دارد.